# Dynamite!! 〜勇気のチカラ2010〜
Dynamite!! 〜勇気のチカラ2010〜（ダイナマイト ゆうきのチカラ にせんじゅう）は、日本の格闘技イベント「Dynamite!! 〜勇気のチカラ〜」の大会の一つ。2010年12月31日、埼玉県さいたま市のさいたまスーパーアリーナ（メインアリーナ）で開催された。

## 大会概要
猪木祭で始まった大晦日格闘技興行も10周年（K-1が主体となったのは2003年からであるが、当日生放送したTBSテレビではその「猪木祭」を含めて第10回記念大会と位置づけたアナウンスをしていた）を迎え、それを記念してアントニオ猪木がエグゼクティブプロデューサーに就任し、2003年以来の大晦日復帰を果たした。
前年までDynamite!!で行われていたK-1甲子園FINALが11月に変わるなどもあり、K-1ルールは2試合に減った。

## 試合結果
第1試合 アントニオ猪木プロデュース IGF特別ルール 5分3R
○  鈴川真一 vs.  ボブ・サップ ×
不戦勝（戦意喪失による試合放棄）
第2試合 DREAMウェルター級ワンマッチ 5分3R
○  アンディ・オロゴン vs.  古木克明 ×
3R終了 判定3-0
第3試合 DREAMフェザー級ワンマッチ 5分3R
○  宮田和幸 vs.  宇野薫 ×
3R終了 判定3-0
第4試合 DREAMフェザー級ワンマッチ 5分3R
○  所英男 vs.  渡辺一久 ×
3R 2:50 腕ひしぎ十字固め
第5試合 DREAM無差別級ワンマッチ 5分3R
○  泉浩 vs.  ミノワマン ×
3R 2:50 TKO（レフェリーストップ：パウンド）
第6試合 DREAMヘビー級ワンマッチ 5分3R
○  セルゲイ・ハリトーノフ vs.  水野竜也 ×
1R 1:25 KO（右膝蹴り）
第7試合 K-1ヘビー級ワンマッチ 3分3R
○  ゲガール・ムサシ vs.  京太郎 ×
3R終了 判定3-0（30-28、29-28、29-28）
第8試合 DREAM特別ルール 1R3分、2R5分
○  長島☆自演乙☆雄一郎 vs.  青木真也 ×
2R 0:04 KO（右膝蹴り→パウンド）
第9試合 DREAMヘビー級暫定王座決定戦 5分3R
○  アリスター・オーフレイム vs.  トッド・ダフィー ×
1R 0:19 KO（スタンドパンチ連打）
※オーフレイムが王座獲得に成功。
第10試合 DREAMヘビー級ワンマッチ 5分3R
○  石井慧 vs.  ジェロム・レ・バンナ ×
3R終了 判定3-0
第11試合 DREAMウェルター級タイトルマッチ 1R10分、2・3R5分
○  マリウス・ザロムスキー vs.  桜庭和志 ×
1R 2:16 TKO（ドクターストップ：右耳の裂傷）
※ザロムスキーが王座の初防衛に成功。
第12試合 K-1 MAXライト級ワンマッチ 3分3R
△  大和哲也 vs.  西浦"ウィッキー"聡生 △
3R終了 判定1-0（30-30、30-30、30-29）
第13試合 DREAMウェルター級ワンマッチ 5分3R
○  ジェイソン・ハイ vs.  桜井"マッハ"速人 ×
3R終了 判定2-1
第14試合 DREAMライト級ワンマッチ 5分3R
○  川尻達也 vs.  ジョシュ・トムソン ×
3R終了 判定3-0
第15試合 DREAMフェザー級タイトルマッチ 1R10分、2・3R5分
○  高谷裕之 vs.  ビビアーノ・フェルナンデス ×
3R終了 判定3-0
※高谷が王座獲得に成功。

## 地上波放送
視聴率は9.8%(21:00-22:50)、7.8%(22:50-23:39)。TBSはこれを最後に格闘班が解散、K-1などの格闘技の放送は2020年4月から放送が開始された「RISE～立技格闘技 新時代～」まで行われなかった。

### 出演者
メインキャスター
- 佐藤隆太
- 佐々木希

ゲスト
- 川畑要（CHEMISTRY）
- 亀田興毅
- 亀田大毅
- 亀田和毅

スペシャルゲスト
- 黒木メイサ

ゲスト解説
- 小川直也

解説者
- 魔裟斗
- 谷川貞治
- 須藤元気

ナレーター
- 奈佐健臣

実況・キャスター・リポーター
- 初田啓介（TBSアナウンサー）
- 小笠原亘（TBSアナウンサー）
- 駒田健吾（TBSアナウンサー）
- 藤森祥平（TBSアナウンサー）
- 青木裕子（TBSアナウンサー）
- 伊藤隆佑（TBSアナウンサー）
- 枡田絵理奈（TBSアナウンサー）

### スタッフ
- 監修：渡邊健一、藤井誠
- 構成：吉村幹彦、河合秀仁、武田郁之輔、高宮進吉、井上修、牧田英士
- TM：伊藤賢一
- さいたまスーパーアリーナ
  - TD：八木真
  - CAM：山本裕一
  - VE：田上隆行
  - AUD：落合孝裕
  - ENG：山田充
- 本社
  - TD：菊池丈治
  - VTR：沢川淳
  - VE：後藤静香
  - AUD：照屋哲
  - 回線：穴沢毅
- CGデザイン：大隅商店
- 編集：七條健司、寺内太郎
- MA：小林研人
- 選曲：ZACK
- TK：水田理佳子、岡田恵子、伊藤佳加、竹内朋子
- 技術協力：プロカム、東通、エヌ・エス・ティー、TAMCO、ティエルシー、テクノネット、MT Planning、サークル、MBS毎日放送、SiS
- 美術：小美野淳一、岡嶋正浩、与田滋
- 協力：FEG
- 衣裳協力：A BISTE、LE JOUR、DAMIANI、MATSUO
- 編成：菅原興二、金沢景敬
- 宣伝：小山陽介
- AD：若月嘉智、金原永知、岡崎奨、菊池大輔、杉村惠太鷹、田村昌大、伊藤隆大、塩谷暁充、富永翔、清水玲子、浜崎元希、高橋史郎、道川鉄也、石田佑美江、門脇里江
- AP：森田誠
- デスク：山内
- 中継D：筧哲一、内野浩志、井関邦仁、高橋功二、後藤隆雄、大島一成、山田秀正、茂木茂樹、鈴木恵介、赤堀哲也、添谷徳之、畔上健一
- ゲストアランド：北村公一郎、片山譲治、長尾昇、大久保徳宏、斉藤裕之、島田ひろみ
- 事務枠ディレクター：平野寛之、石井淳一、熊倉哲夫、藤永光太郎、高山和大、平元克二、木村圭吾、土屋大路、大橋豪、中澤剛、後藤勝商、石原隆史、宇野龍太郎、清水宏幸
- VTR演出：乾雅人
- 事務枠演出：古山徹、村口太郎
- ディレクター：山本茂人、高嶋基、井上裕次、及川悟郎、田中順士、檜垣和孝、飯島玄太郎、広瀬茂太、林隆輔
- 演出：井手雄一
- 総合演出：藤沢滋彰
- プロデューサー：石井宏昌
- 製作著作：TBS